# Vancouveri mormota
A vancouveri mormota (Marmota vancouverensis) az emlősök (Mammalia) osztályának a rágcsálók (Rodentia) rendjébe, ezen belül a mókusfélék (Sciuridae) családjába és a földimókusformák (Xerinae) alcsaládjába tartozó faj.

## Előfordulása
Kanada területén honos, azon belül a Brit Columbiai Vancouver szigeten él.

## Megjelenése

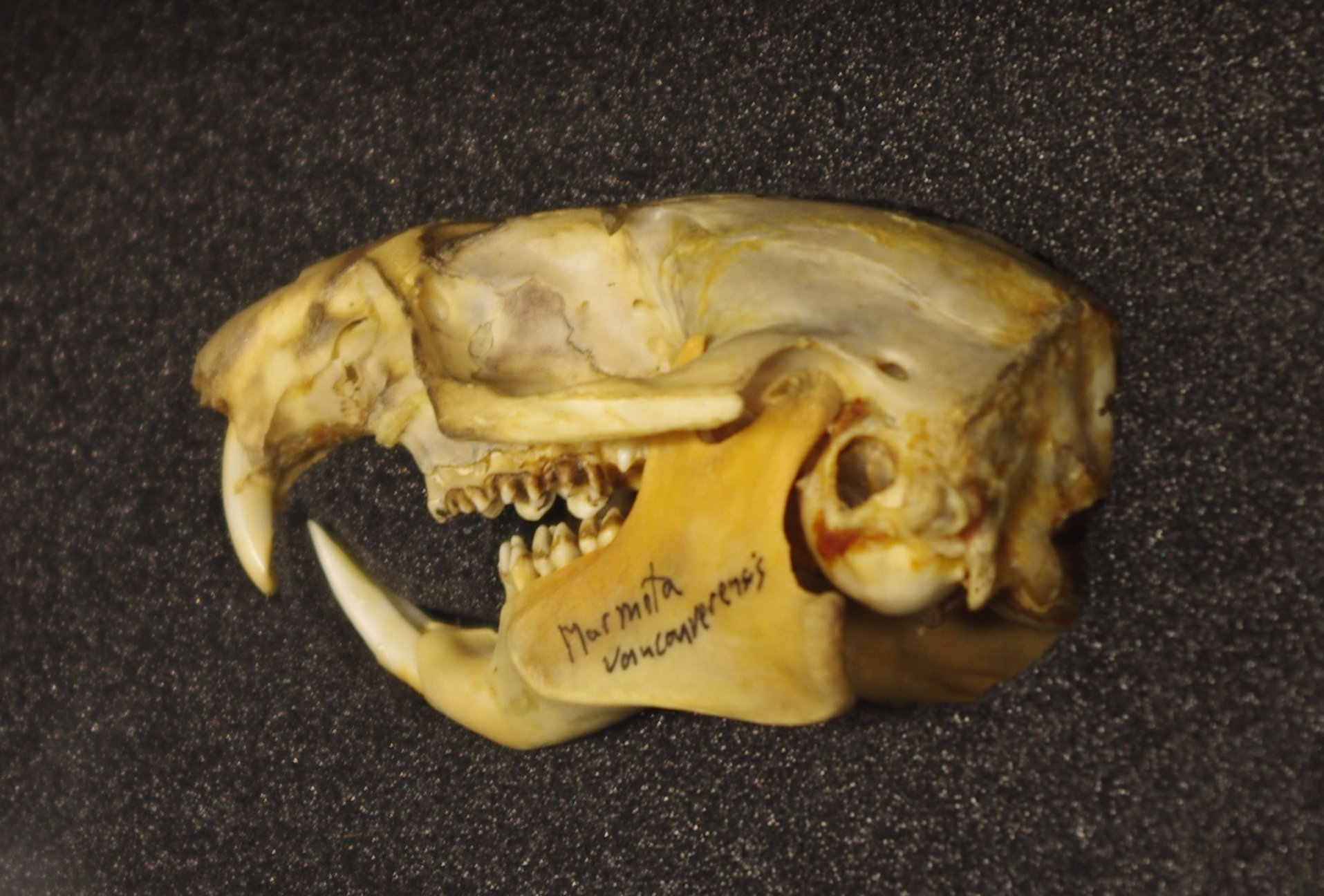
A koponyája

Testesebb, mint a többi rágcsáló, a mókusfajták között ez a mormota a legnagyobb állat,  3–7 kg-os tömegével. Rövid lábain ujjak vannak, nagy, görbe karmokkal, feje testéhez képest kicsi. Sötétbarna bundája van.

## Életmódja
Fűfélék, lágy szárú növények és magvak képezik táplálékát. A ragadozói a szirti sas, a puma és a szürke farkas.

## Érdekességek
- A 2010. évi téli olimpiai játékok kabala állata a vancouveri mormota.

## Természetvédelmi állapota
A vancouveri mormota 2000 májusa óta szerepel az Természetvédelmi Világszövetség vörös listáján. Ekkor a kanadaiak munkához fogtak, és megkezdték az állat fogságban történő szaporítását. A becslések szerint körülbelül 90 mormota él fogságban, ezen felül 30 vadon élő példányt tartanak nyilván. A kanadaiak célja, hogy a mormoták száma elérje a 400-600 példányt. 2005-ben a vancouveri mormota már 150 fogságban tartott példányt számlált.